# Модебадзе Тамара Ражденівна
Тамара Ражденівна Модебадзе (1912, місто Чіатура, тепер Грузія — ?) — грузинська радянська діячка, вчителька, завідувач навчальної частини середньої школи № 1 міста Чіатура Грузинської РСР. Депутат Верховної ради СРСР 4-го скликання.

## Життєпис
У 1931—1936 роках — студентка хімічного факультету Тифліського (Тбіліського) державного університету імені Сталіна.
У 1936—1951 роках — вчителька і директор Меревської сільської школи Чіатурського району Грузинської РСР; заступник директора і завідувач навчальної частини школи для дорослих міста Чіатура; директор середньої школи № 3 міста Чіатура.
З 1951 року — вчителька, завідувач навчальної частини середньої школи № 1 міста Чіатура Грузинської РСР.
Подальша доля невідома.